# Marguerite Varigard
Marguerite Varigard née Marguerite Louise Antoinette Suzanne Castang à Alès le 17 janvier 1865 et morte à Cannes le 22 août 1940 est une sculptrice et peintre française.

## Biographie
Marguerite Varigard, fille de Louis Philippe Castang et de Marie Charlotte Seinard, se marie à Alès le 21 octobre 1884 avec un entrepreneur de travaux publics Léon Henri Varigand (Culan 9 octobre 1857 / Juan-les-Pins 13 décembre 1914). Ce dernier est le fils D'Antoine Bruno Varigard également entrepreneur de travaux publics et également maire de la commune d'Alleins de 1884 à 1892
De 1888 à 1898 le couple réside à Marseille où Marguerite se perfectionne dans la peinture auprès de Fernande de Mertens. En 1893 elle expose au Cerle Artistique de Marseille "un tableau d'une excellente composition, d'une venue bien personnelle et d'un dessin très correct, c'est une œuvre qui dénote une nature des mieux douées et véritablement artistique".

## Œuvres

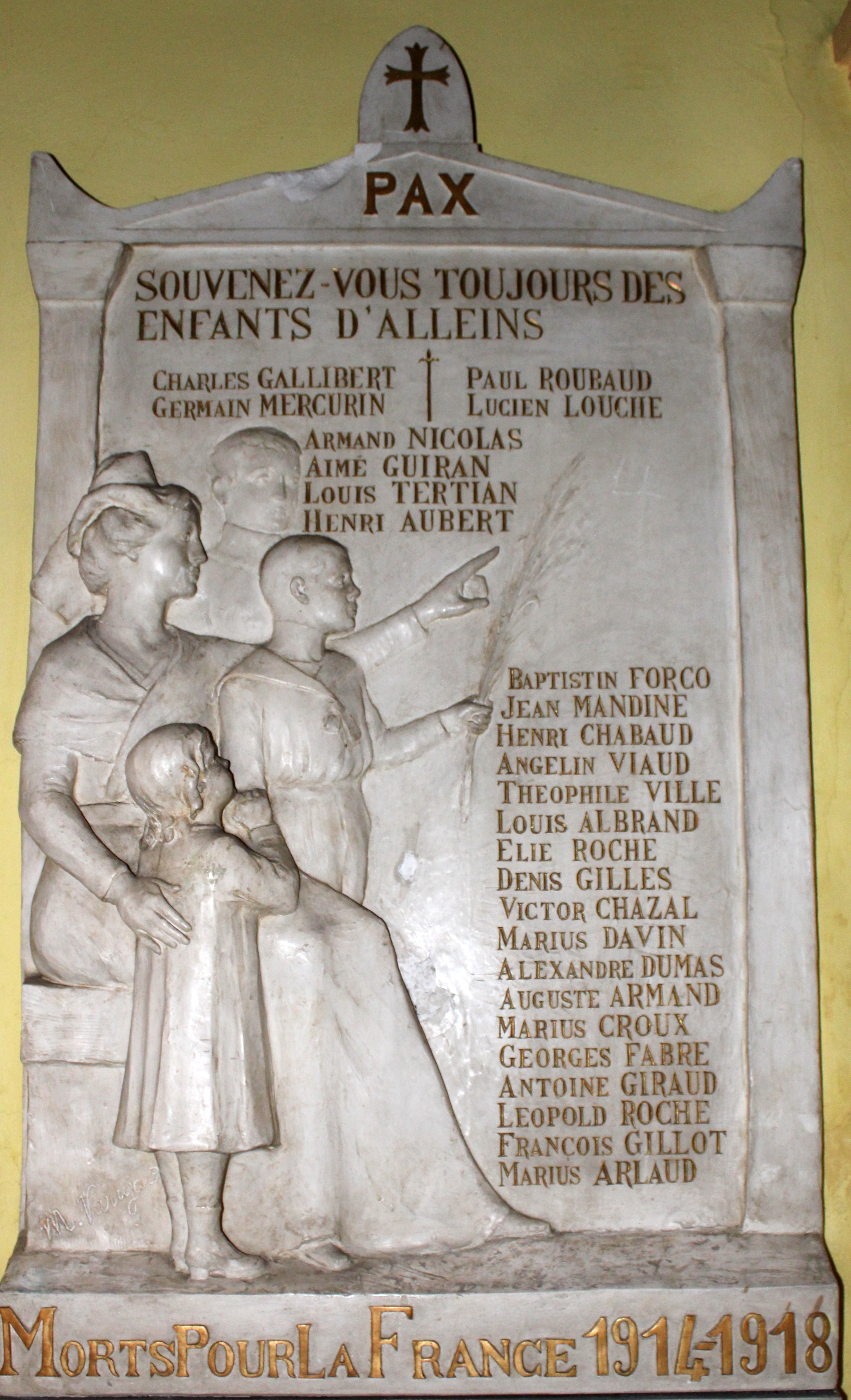
Monument aux morts pour la France 1914-1918, église d'Alleins

- Monument aux morts pour la France 1914-1918, bas relief en plâtre à l'intérieur de l'église paroissiale d'Alleins. Cette œuvre a été offerte par l'artiste.
- Portrait de Mlle M. en japonaise, 1910, buste en bronze d'une hauteur de 49cm[5]. Cette sculpture est répertoriée dans le catalogue illustré de la Société des artistes français du salon peinture et sculpture de 1912 sous le N° 4115[6] Il s'agit du portrait de la soprano Marthe Davelli dans le rôle de Madame Butterfly.